# Camerimage
 (novembre 2024).
Le festival international du film de l'art cinématographique Camerimage (en polonais : Międzynarodowy Festiwal Sztuki Autorów Zdjęć Filmowych Camerimage) ou plus simplement Camerimage (officiellement Plus Camerimage du nom de son principal mécène Plus) est un festival international de cinéma visant à récompenser la meilleure prise de vues cinématographique, ainsi que le meilleur directeur de la photographie. Il se déroule en Pologne depuis 1993 au mois de novembre.

## Historique
Ce festival a été créé en 1993 à Toruń. De 2000 à 2009, il a été organisé dans le Grand Théâtre de Łódź. Depuis l'édition de 2010, le festival se déroule dans la ville de Bydgoszcz qui forme une communauté urbaine avec la ville de Toruń.

### Évènements
Outre la compétition, le festival comprend également :
- Une présentation des différents films polonais en compétition
- Un panorama des projections de films d'étudiants
- Le Camerimage Forum, séminaire consacré aux droits d'auteur et aux conditions de travail des cinéastes
- Des projections spéciales et avant-premières, rétrospectives, rencontres, ateliers animés par des cinéastes connus
- Une présentation des derniers équipements cinématographiques
- Des expositions diverses et des spectacles de musique

## Catégories de récompense
Les principaux prix décernés sont :

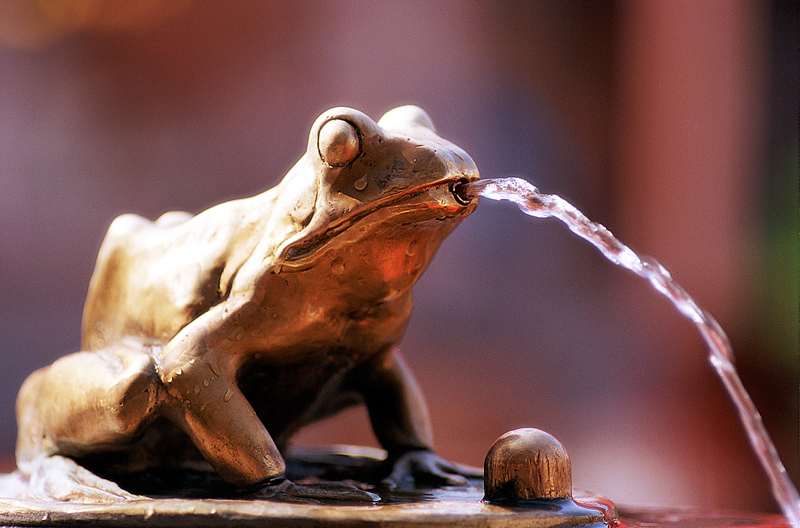
Fontaine représentant une Grenouille d'or à Toruń.

- La Grenouille d'or (en polonais Złota Żaba) (Golden Frog), récompensant la meilleure photographie, ainsi que la Grenouille d'argent et la Grenouille de bronze
- Le Têtard d'or, récompensant le meilleur travail d'un étudiant, ainsi que le Têtard d'argent et le Têtard de bronze

Selon les éditions, diverses récompenses ont pu être attribuées, comme des prix spéciaux, des prix honorifiques, des prix attribués à un domaine spécifique (par exemple les clips ou les productions en 3D) ou encore des prix qui concernent la culture polonaise (comme le prix Atlas, qui récompense une personnalité ayant contribué à promouvoir la culture polonaise dans le monde).
- Meilleur long métrage 3D (Best 3D Feature Film)

## Palmarès

### Palmarès 1994

#### Grenouille d'or - Concours principal
- Trois Couleurs : Rouge – Piotr Sobociński

#### Grenouille d'argent
- Trois Couleurs : Rouge – Piotr Sobociński

### Palmarès 2002

#### Grenouille d'or - Concours principal
- Les Sentiers de la perdition (Road to Perdition) – Conrad L. Hall †

### Palmarès 2006

#### Grenouille d'or - Concours principal
- Mémoires de nos pères (Flags of Our Fathers) – Tom Stern

### Palmarès 2014

#### Meilleur long métrage en3D
- La Planète des singes : L'Affrontement (Dawn of the Planet of the Apes) – Michael Seresin